# Приморські партизани
Приморські партизани — збройне угруповання мешканців Приморського краю Росії, яке скоїло у лютому-червні 2010 року декілька тяжких злочинів, у тому числі вбивства працівників правоохоронних органів. У своєму зверненні до населення члени угруповання визначили себе, як борців із корупцією у правоохоронних органах та переховувалися у лісі, через що їх почали називати партизанами. Органи влади, натомість, визначали учасників групи, як бандитів і членів злочинного угруповання. У червні 2010 року це збройне угруповання було ліквідоване: були затримані четверо членів групи, двоє інших покінчили життя самогубством.